# Madonna na tronie z Dzieciątkiem na tle kwiatów i owoców
Madonna na tronie z Dzieciątkiem na tle kwiatów i owoców (wł. Madonna col bambino, La Vergine in trono col Bambino) – obraz temperowy działającego w Wenecji malarza nieznanej narodowości Antonia da Negroponte, będący jedynym znanym dziełem tego artysty. Znajduje się w kościele San Francesco della Vigna.

## Historia
Obraz być może zdobił pierwotnie XV-wieczny ołtarz będący własnością rodziny Morosini w kościele San Francesco della Vigna. Gdy świątynia została zburzona w 1509 roku i odbudowana w stylu renesansowym w 1534 roku przez architekta Jacopa Sansovina z fasadą zaprojektowaną przez Andreę Palladia w 1564 roku, obraz został dopasowany do nowego ołtarza w kaplicy kościelnej. Istnieje hipoteza, że mógł być on początkowo środkowym panelem tryptyku.
Jeszcze do początku XX wieku obraz uważany był za dzieło Vivariniego. Obraz w lunecie, dodany później i przedstawiający Ojca Przedwiecznego, namalował Benedetto Rusconi.
Był dwukrotnie odrestaurowany: w 1976 roku ze środków fundacji Save Venice Inc. i ponownie w 2008 ze środków Young Friends of Save Venice.

## Opis
Madonna na tronie z Dzieciątkiem znajduje się w weneckim kościele San Francesco della Vigna w prawym transepcie. Jest jedyną zachowaną pracą Antonia da Negroponte. Nosi sygnaturę „Frater Antonius de Negropon Pinxit”. Określenie „frater” oznacza, iż autor malowidła był zakonnikiem. Obraz przedstawia Matkę Bożą siedzącą na tronie, z Dzieciątkiem na kolanach, z puttami po bokach i u góry, podtrzymującymi jej płaszcz. Malowidło jest zwieńczone girlandami kwiatów i liści. Obraz jest dziełem quattrocenta, oznaczającego przejście od późnej fazy gotyku do wczesnego renesansu. Mimo że został namalowany w połowie XV wieku, to jest ekscentrycznie gotycki - z bogato malowaną suknią Najświętszej Maryi Panny, z malowanymi wkładkami papierowymi, kilka dziwnymi figurami i klasyczną architekturą przypomina gobelin. Wygięty w łuk girland kwiatowy, tworzący oprawę Matki i Dzieciątka wykazuje podobieństwo do Poliptyku San Zeno Andrei Mantegni oraz do obrazów szkoły Francesca Squarcione z Padwy. Delikatna żywiołowość roślinnego i zwierzęcego detalu przypomina gotyckie upodobanie do symboliki: girlanda jest tu symbolem płodności, ogrodzony ogród stanowi ewokację Dziewicy i jej porodu, róże i goździki ucieleśniają miłość, ptaki zaś – wyzwolenie duszy. Obraz staje się wizualnym kazaniem na temat zbawczej mocy ofiary Chrystusa.